# Aterrizaje de emergencia en tu corazón
Aterrizaje de emergencia en tu corazón (Hangul: 사랑의 불시착, RR: Sarangui Bulsichak, lit. Crash Landing on You) es una serie de televisión surcoreana transmitida desde el 14 de diciembre del 2019 hasta el 16 de febrero de 2020, a través de tvN. Transmitida originalmente en Corea del Sur por tvN y distribuida internacionalmente por Netflix.

## Sinopsis
La serie cuenta el romance secreto entre Yoon Se-ri, una heredera surcoreana de un conglomerado y Ri Jung-hyuk, un oficial norcoreano de alto rango.
Se-ri, es una heredera de Corea del Sur que sufre un accidente  causado por fuertes vientos durante un viaje en parapente, lo que ocasiona que termine realizando un aterrizaje de emergencia en Corea del Norte, ahí conoce a  Ri Jung-hyuk, un oficial del ejército norcoreano que trata de protegerla y esconderla de las autoridades del norte. Sin embargo, las cosas comienzan a complicarse debido a que ella no puede volver al sur y gracias al tiempo que pasan juntos ambos comienzan a enamorarse poniendo en peligro a sus seres queridos y personas que los rodean.

## Reparto

### Personajes principales
- Hyun Bin como Ri Jung-hyuk, es un experto y dedicado capitán del ejército norcoreano. Fue un prodigio del piano mientras estudiaba en Suiza. Cuando el parapente de Yoon Se-ri se estrella en Corea del Norte, Jung-hyuk la oculta y protege, poco a poco comienza a enamorarse de ella.[5][6]
  - Kim Seung-chan como Jung-hyuk de joven.
- Son Ye-jin como Yoon Se-ri, es una exitosa heredera surcoreana con una historia familiar problemática que se ve obligada a aterrizar en Corea del Norte debido a un accidente durante en su parapente. Luego de estrellarse conoce al frío soldado norcoreano Ri Jung-hyuk, quien la protege y oculta bajo el nombre de «Sam Suk», su prometida, de sus compatriotas, poco a poco comienza a enamorarse de él.[7]
  - Kim Tae-yeon como Se-ri de joven.
- Kim Jung-hyun como Ju Seung-joon / Alberto Koo, es un joven y rico hombre de negocios. Es ambicioso, pero sabe cómo ocultar su verdadero ser de los demás, está dispuesto a hacer lo que sea necesario para obtener dinero, por lo que se dirige en secreto a Corea del Norte para alcanzar su objetivo y ocultarse, sin embargo en el proceso cambia su forma de ser y cuando conoce a Seo Dan se enamora de ella.[8][9][10]
- Seo Ji-hye como Seo Dan, es una aspirante a músico que proviene de una familia rica en Corea del Norte, su tío es una figura política de alto rango y su madre, una propietaria del centro comercial más elegante en Pyeongyang. Aunque es la prometida de Ri Jung-hyuk, él no está enamorado de ella. Cuando conoce a Ju Seung-joon se enamora de él.[11]
  - Park Seo-yeon como Dan de joven.

### Personajes recurrentes
| Actor            | Personaje        | N.º de episodios | Notas |
| ---------------- | ---------------- | ---------------- | --- |
| Oh Man-seok      | Cho Cheol-kang   | -                | Es un frío teniente comandante y miembro del Buró de Seguridad de las Fuerzas Armadas de Corea del Norte. Cheol-kang es el responsable de todos los conflictos, que está dispuesto a atrapar a Lee Jung-hyuk y Yoon Se-ri. |
| Kim Young-min    | Jung Man-bok     | -                | Es un militar del ejército de Corea del Norte encargado de intervenir las conexiones telefónicas. Es un hombre leal y fiel.                                                                                                |
| Yang Kyung-won   | Pyo Chi-soo      | -                | Es un sargento mayor de la 5.ª compañía del ejército de Corea del Norte. |
| Yoo Soo-bin      | Kim Joo-meok     | -                | Es un cabo y sargento de la 5.ª compañía del ejército de Corea del Norte. |
| Lee Shin-young   | Park Kwang-beom  | -                | Es un soldado y primer teniente de la 5.ª compañía del ejército de Corea del Norte, así como uno de los hombres más confiables de Lee Jung-hyuk.                                                                           |
| Tang Joon-sang   | Geum Eun-dong    | -                | Es un soldado privado de primera clase de la 5.ª compañía del ejército de Corea del Norte. |
| Jeon Kook-hwan   | Ri Choong-ryul   | -                | Es el padre de Ri Jung-hyuk y Ri Moo-hyuk. |
| Jung Ae-ri       | Kim Yoon-hee     | -                | Es la madre de Ri Jung-hyuk y Ri Moo-hyuk. |
| Ha Seok-jin      | Lee Moo-hyuk     | 2, 5, 8          | Es el hermano mayor de Ri Jung-hyuk, fue un soldado como su padre y hermano. Moo-hyuk muere en un misterioso accidente. |
| Nam Kyung-eup    | Yoon Jeung-pyung | -                | Es el padre de Yoon Se-ri, Yoon Se-joon y Yoon Se-hyung. |
| Bang Eun-jin     | Han Jung-yeon    | -                | Es la madre de Yoon Se-ri, Yoon Se-joon y Yoon Se-hyung. |
| Choi Dae-hoon    | Yoon Se-joon     | -                | Es el hermano mayor de Yoon Se-ri y Yoon Se-hyung. |
| Park Hyung-soo   | Yoon Se-hyung    | -                | Es el hermano mayor de Yoon Se-ri y el hermano menor de Yoon Se-joon. |
| Hwang Wooseulhye | Do Hye-ji        | -                | Es la esposa de Yoon Se-joon. |
| Yoon Ji-min      | Ko Sang-ah       | -                | Es la esposa de Yoon Se-hyung. |
| Ko Kyu-pil       | Hong Chang-shik  | -                | Es el director del equipo. |
| Im Cheol-soo     | Park Soo-chan    | -                | Es un empleado de la compañía de seguros. |
| Jang Hye-jin     | Ko Myung-eun     | -                | Es la madre de Seo Dan y la presidenta de un almacén en uno de los centros comerciales más elegante en Pyeongyang. |
| Park Myung-hoon  | Ko Myung-seok    | -                | Es el tío de Seo Dan y el hermano mayor de Ko Myung-eun. |
| Hong Woo-jin     | Director Cheon   | -                | Es el CEO de un negocio ilegal. |
| Kim Sun-young    | Na Wol-sook      | -                | Es una ciudadana de Corea del Norte y la presidenta del público en general de la Villa NK. |
| Kim Jung-nan     | Ma Young-ae      | -                | Es una ciudadana de Corea del Norte y la esposa de un Coronel Mayor. |
| Jang So-yeon     | Hyun Myung-soon  | -                | Es una ciudadana de Corea del Norte y la esposa de Jung Man-bok. |
| Cha Chung-hwa    | Yang Ok-geum     | -                | Es una ciudadana de Corea del Norte y una peluquera. |

### Otros personajes
| Actor                   | Personaje      | Episodio donde apreció | Notas                                                        |
| ----------------------- | -------------- | ---------------------- | ------------------------------------------------------------ |
| Yoon Sang-hoon (윤상훈) | Gerente Oh     | -                      |                                                              |
| Koo Joon-woo            | Kim Nam-shik   | 2, 8, 10               | Es el hijo de Ma Young-ae.                                   |
| Park Seung-joon         | Ho Young       | 2, 8, 10               | Es el hijo de Na Wol-sook.                                   |
| Park Chan-woo           | -              | 10                     | Es un médico de Corea del Norte.                             |
| Lee Sang-hwa            | -              | 10                     | Es el jefe de Park Soo-chan.                                 |
| Shin Mi-young           | -              | 9                      | Es una operadora del ascensor.                               |
| Kim Na-in               | -              | 8-9                    | Es un secuestrador de Corea del Norte.                       |
| Choi Hong-il            | Jang So-cheol  | 7-8                    | Es el director del hospital.                                 |
| Lee Ho-jung             | -              | 7-8                    | Es un paciente.                                              |
| Ko Han-min              | -              | 7-8                    | Es un doctor.                                                |
| Park Ok-chool           | -              | 6                      | Es una operadora del ascensor.                               |
| Kim Yoon-joo            | -              | 6                      | Es una amiga de Seo Dan.                                     |
| Kang Chan-yang          | -              | 6                      | Es una empleada del hotel Pyongyang.                         |
| Park Kwang-il           | -              | 6                      | Es un personal de la armería.                                |
| Choi Moo-in             | Hwang Tae-yong | 6                      |                                                              |
| Kwak Ja-hyung           | -              | 3-4                    | Es el jefe de la guardia costera.                            |
| Baek Seung-cheol        | -              | 3                      | Es el capitán de un barco de pesca.                          |
| Cha Sung-ja             | -              | 3                      | Es un méndigo.                                               |
| Ahn Se-bin              | -              | 3                      | Es la hermana menor del méndigo.                             |
| Lee Dong-yong           | -              | 3                      | Es un ladrón de tumbas.                                      |
| Woo Jung-won            | -              | 2                      | Es una ciudadana de Corea del Norte.                         |
| Kim Ah-ra               | -              | 2                      | Es una ciudadana de Corea del Norte.                         |
| Joo Ye-rin              | -              | 2                      | Es una ciudadana de Corea del Norte.                         |
| Im Sung-mi              | -              | -                      | Es una vendedora del mercado y ciudadana de Corea del Norte. |
| Jin Yong-wook           | -              | -                      | Es un vendedor del mercado.                                  |
| Kwon Dong-ho            | -              | 1                      | Es un gerente de compras.                                    |
| Park Yong               | -              | 1                      | Es un comisario en jefe.                                     |
| Im Chae-sun             | -              | 1                      | Es un ladrón de tumbas.                                      |
| Jeon Jin-woo            | Director Choi  | -                      |                                                              |
| Kim Young-pil           | -              | -                      | Es un coronel mayor.                                         |
| Oh Han-kyul             | Jung Woo-pil   | -                      | Es el hijo de Jung Man-bok.                                  |
| Choi Seung-yoon         | -              | 15-16                  | Es un oficial del NIS.                                       |
| Kang Hyung-suk          | -              | -                      | Es un subordinado de Jo Cheol-kang.                          |

### Apariciones especiales[25]
| Actor           | Personaje     | Episodio donde apreció | Notas                                                                      |
| --------------- | ------------- | ---------------------- | -------------------------------------------------------------------------- |
| Jung Kyung-ho   | Cha Sang-woo  | 1, 5, 7                | Es el exnovio de Yoon Se-ri.                                               |
| Park Sung-woong | -             | 4                      | Es un taxista de Corea del Norte.                                          |
| Na Young-hee    | -             | 7                      | Es la propietaria de una boutique de vestidos de novia de Corea del Norte. |
| Kim Soo-hyun    | Bang Dong-koo | 10                     | Es un espía norcoreano que vive en Seúl.                                   |
| Kim Sook        | -             | 11                     | Es una adivina de Corea del Norte.                                         |
| Choi Ji-woo     | Choi Ji-woo   | 13                     | Es la actriz favorita de Kim Joo-meok a quien conoce gracias a Yoon Se-ri. |

## Episodios
La serie está conformada por 16 episodios, los cuales fueron transmitidos todos los sábados y domingos a las 21:00 (KST).

### Ratings
Los números en azul indican los episodios con las puntuaciones más altas, mientras que los números en rojo indican los episodios con menor calificación.
| Episodio | Fecha de emisión        | Participación promedio de audiencia | Participación promedio de audiencia |
| Episodio | Fecha de emisión        | AGB Nielsen                         | AGB Nielsen                         |
| Episodio | Fecha de emisión        | A escala nacional                   | Seúl                                |
| -------- | ----------------------- | ----------------------------------- | ----------------------------------- |
| 1        | 14 de diciembre de 2019 | 6.074 %                             | 6.558 %                             |
| 2        | 15 de diciembre de 2019 | 6.845 %                             | 7.841 %                             |
| 3        | 21 de diciembre de 2019 | 7.414 %                             | 7.689 %                             |
| 4        | 22 de diciembre de 2019 | 8.499 %                             | 9.409 %                             |
| 5        | 28 de diciembre de 2019 | 8.730 %                             | 9.794 %                             |
| 6        | 29 de diciembre de 2019 | 9.223 %                             | 9.535 %                             |
| 7        | 11 de enero de 2020     | 9.394 %                             | 9.738 %                             |
| 8        | 12 de enero de 2020     | 11.349 %                            | 12.031 %                            |
| 9        | 18 de enero de 2020     | 11.516 %                            | 12.355 %                            |
| 10       | 19 de enero de 2020     | 14.633 %                            | 15.903 %                            |
| 11       | 1 de febrero de 2020    | 14.238 %                            | 14.648 %                            |
| 12       | 2 de febrero de 2020    | 15.933 %                            | 16.413 %                            |
| 13       | 8 de febrero de 2020    | 14.097 %                            | 14.620 %                            |
| 14       | 9 de febrero de 2020    | 17.705 %                            | 18.612 %                            |
| 15       | 15 de febrero de 2020   | 17.066 %                            | 17.406 %                            |
| 16       | 16 de febrero de 2020   | 21.683 %                            | 23.249 %                            |
| Promedio | Promedio                | %                                   | %                                   |
| Especial | 4 de enero de 2020      | 3.810 %                             | 4.253 %                             |
| Especial | 5 de enero de 2020      | 2.975 %                             | 3.252 %                             |
| Especial | 25 de enero de 2020     | 4.180 %                             | 4.283 %                             |

## Música
El OST de la serie está conformado por las siguientes canciones:

### Parte 1
| No. | Intérpretes | Canción                             | Letra        | Música       | Duración |
| --- | ----------- | ----------------------------------- | ------------ | ------------ | -------- |
| 1   | 10cm        | «But It's Destiny» (우연인 듯 운명) | Jung Gu-hyun | Jung Gu-hyun | 3:51     |
| 2   | -           | «But It's Destiny» (Inst.)          | -            | Jung Gu-hyun | 3:51     |

### Parte 2
| No. | Intérprete  | Canción          | Letra                       | Música                     | Duración |
| --- | ----------- | ---------------- | --------------------------- | -------------------------- | -------- |
| 1   | Yoon Mi-rae | «Flower»         | Nam Hye-seung y Park Jin-ho | Nam Hye-seung y Surf Green | 4:12     |
| 2   | -           | «Flower» (Inst.) | -                           | Nam Hye-seung y Surf Green | 4:12     |

### Parte 3
| No. | Intérpretes | Canción          | Letra         | Música        | Duración |
| --- | ----------- | ---------------- | ------------- | ------------- | -------- |
| 1   | Davichi     | «Sunset» (노을)  | Park Woo-sang | Park Woo-sang | 3:37     |
| 2   | -           | «Sunset» (Inst.) | -             | Park Woo-sang | 3:37     |

### Parte 4
| No. | Intérprete  | Canción                           | Letra                      | Música                     | Duración |
| --- | ----------- | --------------------------------- | -------------------------- | -------------------------- | -------- |
| 1   | Baek Ye-rin | «Here I Am Again» (다시 난, 여기) | Nam Hye-seung y Surf Green | Nam Hye-seung y Surf Green | 3:55     |
| 2   | -           | "Here I Am Again" (Inst.)         | -                          | Nam Hye-seung y Surf Green | 3:55     |

### Parte 5
| No. | Intérprete   | Canción               | Letra        | Música | Duración |
| --- | ------------ | --------------------- | ------------ | ------ | -------- |
| 1   | Kim Jae-hwan | «One Day» (어떤 날엔) | Kim Ho-kyung | 1601   | 4:20     |
| 2   | -            | «One Day» (Inst.)     | -            | 1601   | 4:20     |

### Parte 6
| No. | Intérprete | Canción                             | Letra                         | Música                     | Duración |
| --- | ---------- | ----------------------------------- | ----------------------------- | -------------------------- | -------- |
| 1   | Song Ga-in | «Photo of My Mind» (내 마음의 사진) | Nam Hye-seung y Kim Kyung-hee | Nam Hye-seung y Surf Green | 4:34     |
| 2   | -          | «Photo of My Mind» (Inst.)          | -                             | Nam Hye-seung y Surf Green | 4:34     |

### Parte 7
| No. | Intérprete | Canción                                                   | Letra                         | Música                        | Duración |
| --- | ---------- | --------------------------------------------------------- | ----------------------------- | ----------------------------- | -------- |
| 1   | April 2nd  | «The Hill of Yearning» (그리움의 언덕)                    | Nam Hye-seung y Kim Kyung-hee | Nam Hye-seung y Kim Kyung-hee | 3:55     |
| 2   | -          | «The Season of Us» (너와 나의 그 계절) align="center"\| - | Nam Hye-seung y Park Sang-hee | 3:47                          | 3:55     |

### Parte 8
| No. | Intérprete | Canción                         | Letra                 | Música                | Duración |
| --- | ---------- | ------------------------------- | --------------------- | --------------------- | -------- |
| 1   | Sejeong    | «All of My Days» (나의 모든 날) | Nam Hye-seung y B.a.B | Nam Hye-seung y B.a.B | 3:59     |
| 2   | -          | «All of My Days» (Inst.)        | -                     | Nam Hye-seung y B.a.B | 3:59     |

### Parte 9
| No. | Intérpretes        | Canción        | Letra                   | Música   | Duración |
| --- | ------------------ | -------------- | ----------------------- | -------- | -------- |
| 1   | So Soo-bin & Sohee | «Good» (좋다)  | Lee Geon y Choi Eun-hye | Lee Geon | 3:39     |
| 2   | -                  | «Good» (Inst.) | -                       | Lee Geon | 3:39     |

### Parte 10
| No. | Intérprete | Canción                          | Letra         | Música                                | Duración |
| --- | ---------- | -------------------------------- | ------------- | ------------------------------------- | -------- |
| 1   | Crush      | «Let Us Go» (둘만의 세상으로 가) | Dong Woo-seok | Dong Woo-seok, Yoo Jung-hyun y Jayins | 3:42     |
| 2   | -          | «Let Us Go» (Inst.)              | -             | Dong Woo-seok, Yoo Jung-hyun y Jayins | 3:42     |

### Parte 11
| No. | Intérprete | Canción                               | Letra                       | Música                      | Duración |
| --- | ---------- | ------------------------------------- | --------------------------- | --------------------------- | -------- |
| 1   | IU         | «I Give You My Heart» (마음을 드려요) | Nam Hye-seung y Park Jin-ho | Nam Hye-seung y Park Jin-ho | 4:41     |
| 2   | -          | «I Give You My Heart» (Inst.)         | -                           | Nam Hye-seung y Park Jin-ho | 4:41     |

## Premios y nominaciones
| Año  | Premio                                                     | Categoría                                        | Nominado (a)                     | Resultado |
| ---- | ---------------------------------------------------------- | ------------------------------------------------ | -------------------------------- | --------- |
| 2021 | 30.º Premios Seoul Music                                   | Mejor banda sonora original                      | «Here I Am Again» de Baek Ye-rin | Nominada  |
| 2021 | 30.º Premios Seoul Music                                   | Mejor banda sonora original                      | «I Give You My Heart» de IU      | Nominada  |
| 2020 | 7.º Premios APAN Star                                      | Daesang (Gran Premio)                            | Hyun Bin                         | Ganó      |
| 2020 | 7.º Premios APAN Star                                      | Premio a la gran excelencia, actriz en miniserie | Son Ye-jin                       | Nominada  |
| 2020 | 7.º Premios APAN Star                                      | Premio a la excelencia, actriz en miniserie      | Seo Ji-hye                       | Nominada  |
| 2020 | 7.º Premios APAN Star                                      | Mejor actor de reparto                           | Kim Young-min                    | Ganó      |
| 2020 | 7.º Premios APAN Star                                      | Mejor actor de reparto                           | Kim Jung-hyun                    | Nominado  |
| 2020 | 7.º Premios APAN Star                                      | Mejor actor de reparto                           | Yang Kyung-won                   | Nominado  |
| 2020 | 7.º Premios APAN Star                                      | Mejor actriz de reparto                          | Kim Sun-young                    | Ganó      |
| 2020 | 7.º Premios APAN Star                                      | Serie del año                                    | «Crash Landing on You»           | Nominado  |
| 2020 | 7.º Premios APAN Star                                      | Premio KT Seezn Star                             | Son Ye-jin                       | Ganó      |
| 2020 | 2.º Asia Contents Awards Busan International Film Festival | Mejor serie asiática                             | «Crash Landing on You»           | Nominado  |
| 2020 | 2.º Asia Contents Awards Busan International Film Festival | Mejor guionista                                  | Park Ji-eun                      | Nominada  |
| 2020 | 2.º Asia Contents Awards Busan International Film Festival | Best Creative                                    | «Crash Landing on You»           | Nominado  |
| 2020 | The Seoul Drama Award                                      | Outstanding Korean Drama                         | «Crash Landing on You»           | Ganó      |
| 2020 | 56.º Premios Baeksang Arts                                 | Mejor actor                                      | Hyun Bin                         | Nominado  |
| 2020 | 56.º Premios Baeksang Arts                                 | Mejor actriz                                     | Son Ye-jin                       | Nominada  |
| 2020 | 56.º Premios Baeksang Arts                                 | Mejor actor de reparto                           | Yang Kyung-won                   | Nominado  |
| 2020 | 56.º Premios Baeksang Arts                                 | Mejor actriz de reparto                          | Seo Ji-hye                       | Nominada  |
| 2020 | 56.º Premios Baeksang Arts                                 | Mejor actriz de reparto                          | Kim Sun-young                    | Ganó      |
| 2020 | 56.º Premios Baeksang Arts                                 | Premio TikTok a la popularidad                   | Hyun Bin y Son Ye-jin            | Ganaron   |
| 2020 | 56.º Premios Baeksang Arts                                 | Mejor serie                                      | «Crash Landing on You»           | Nominado  |
| 2020 | 56.º Premios Baeksang Arts                                 | Mejor director                                   | Lee Jung-hyo                     | Nominado  |
| 2020 | 56.º Premios Baeksang Arts                                 | Mejor guion                                      | Park Ji-eun                      | Nominado  |

## Producción
La serie fue creada por Studio Dragon, también es conocida como "Emergency Love Landing", "Love's Crash Landing" y/o "Crash Landing of Love".
Fue dirigida por Lee Jeong-hyo, quien contó con el apoyo de la guionista Park Ji-eun, .
Fue filmada en Corea del Sur, Suiza (la cual comenzó a finales de agosto de 2019) y Mongolia.
La primera lectura del guion fue realizada el 31 de julio del 2019 en Sangam-dong, Seúl, Corea del Sur.
La serie contó con el apoyo de las compañías de producción "Studio Dragon" y "Culture Depot".

### Controversias / polémicas
El 23 de enero del 2020 se anunció que la producción de la serie había sido denunciada el pasado 9 de enero ante la policía por el partido conservador Christian Liberty Party por supuestamente violar la Ley de Seguridad Nacional, «glamorizar» la imagen de Corea del Norte, país hermano con la que Corea del Sur mantiene tensas relaciones y por presentar a los soldados norcoreanos como «pacíficos» lo que sería presuntamente una distorsión de la realidad.

### Distribución internacional
La serie es emitida internacionalmente por Netflix.